# Antiprismă hexagonală
În geometrie antiprisma hexagonală este a patra dintr-o familie infinită de antiprisme. Bazele sale sunt hexagoane, iar fețele laterale sunt 12 triunghiuri. Având 14 fețe, este un tetradecaedru.
Dacă toate fețele sale sunt poligoane regulate, este un poliedru semiregulat cu indicele uniform U77d.
În cazul bazei regulate cu 6 laturi, de obicei se consideră cazul în care copia sa este răsucită cu un unghi de 30°. O regularitate suplimentară se obține când dreapta care leagă centrele bazelor este perpendiculară pe planele bazelor, caz în care este o antiprismă dreaptă.

## Formule pentru antiprisma hexagonală regulată
Pentru o antiprismă cu baza hexagonală regulată cu latura a, înălțimea h, aria A și volumul V se pot calcula cu relațiile:
{\displaystyle h={\sqrt {{\sqrt {3}}-1}}\,a\approx 0,855997\,a\,,}
{\displaystyle A=6{\sqrt {3}}\,a^{2}\approx 10,392305\,a^{2},}
{\displaystyle V={\sqrt {{\sqrt {3}}+1}}\,a^{3}\approx 2,337542\,a^{3}.}

## Antiprismă autointersectată

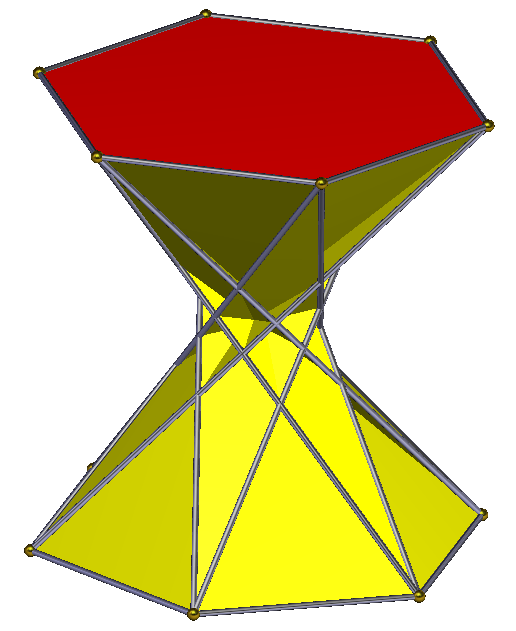
Antiprismă hexagonală autointersectată

O antiprismă hexagonală autointersectată este un poliedru stelat, identic din punct de vedere topologic cu antiprisma hexagonală convexă, cu același aranjament al vârfurilor, dar nu este un poliedru uniform deoarece fețele sunt triunghiuri isoscele. Configurația vârfului este 3.3/2.3.6, cu un triunghi retrograd. Are simetria D6d de ordinul 24.

## Poliedre înrudite

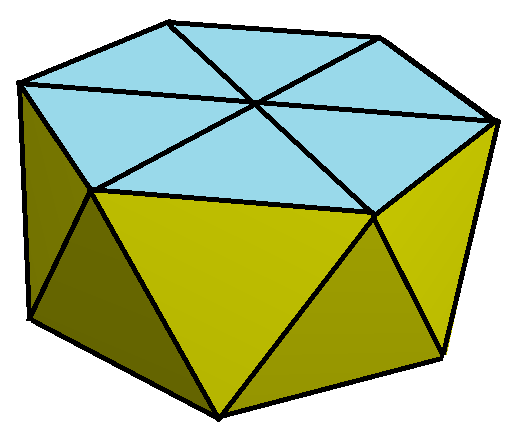
Antiprismă hexagonală augmentată plat

Fețele hexagonale pot fi înlocuite cu triunghiuri coplanare, rezultând un poliedru ca re nu este strict convex, cu 24 de fețe triunghiuri echilaterale.

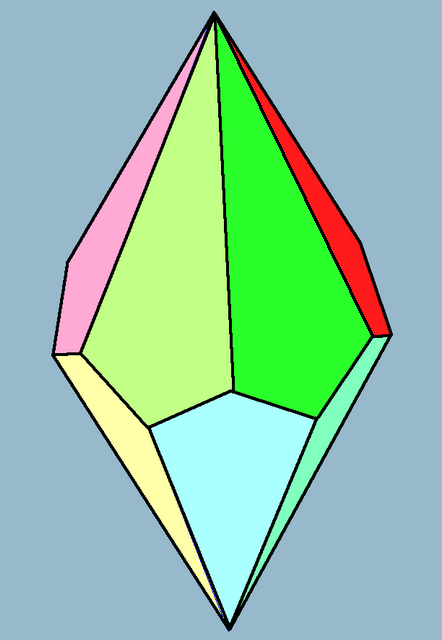
Dual: trapezoedru hexagonal

|                          |        |        |        |       |         |         |          |          |
|                          |        |        |        |       |         |         |          |          |
| {6,2}                    | t{6,2} | r{6,2} | t{2,6} | {2,6} | rr{6,2} | tr{6,2} | sr{6,2}  | s{2,6}   |
| Dualele celor de mai sus |        |        |        |       |         |         |          |          |
|                          |        |        |        |       |         |         |          |          |
| V62                      | V122   | V62    | V4.4.6 | V26   | V4.4.6  | V4.4.12 | V3.3.3.6 | V3.3.3.3 |

| Familia antiprismelor n-gonale uniforme | Familia antiprismelor n-gonale uniforme | Familia antiprismelor n-gonale uniforme | Familia antiprismelor n-gonale uniforme | Familia antiprismelor n-gonale uniforme | Familia antiprismelor n-gonale uniforme | Familia antiprismelor n-gonale uniforme | Familia antiprismelor n-gonale uniforme | Familia antiprismelor n-gonale uniforme | Familia antiprismelor n-gonale uniforme | Familia antiprismelor n-gonale uniforme | Familia antiprismelor n-gonale uniforme | Familia antiprismelor n-gonale uniforme | Familia antiprismelor n-gonale uniforme | Familia antiprismelor n-gonale uniforme |
| --------------------------------------- | --------------------------------------- | --------------------------------------- | --------------------------------------- | --------------------------------------- | --------------------------------------- | --------------------------------------- | --------------------------------------- | --------------------------------------- | --------------------------------------- | --------------------------------------- | --------------------------------------- | --------------------------------------- | --------------------------------------- | --------------------------------------- |
| Imagine poliedru                        |                                         |                                         |                                         |                                         |                                         |                                         |                                         |                                         |                                         |                                         |                                         | ...                                     | Antiprismă apeirogonală                 |                                         |
| Imagine pavare sferică                  |                                         |                                         |                                         |                                         |                                         |                                         |                                         |                                         |                                         |                                         |                                         | Imagine pavare plană                    |                                         |                                         |
| Configurația vârfului n.3.3.3           | 2.3.3.3                                 | 3.3.3.3                                 | 4.3.3.3                                 | 5.3.3.3                                 | 6.3.3.3                                 | 7.3.3.3                                 | 8.3.3.3                                 | 9.3.3.3                                 | 10.3.3.3                                | 11.3.3.3                                | 12.3.3.3                                | ...                                     | ∞.3.3.3                                 |                                         |

### Poliedru dual
Poliedrul dual este trapezoedrul hexagonal.